# Hans-Jürgen Appelrath

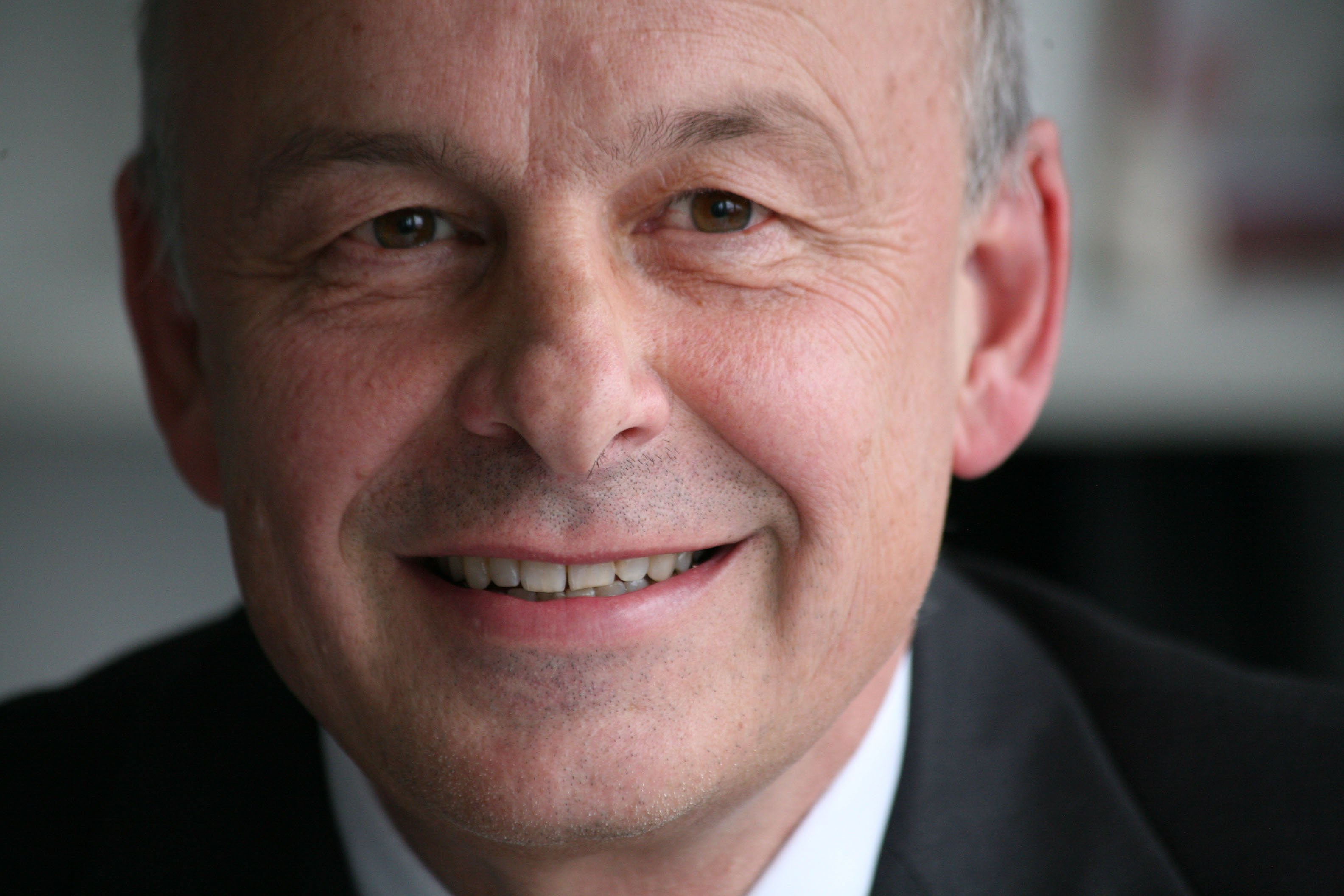
Hans-Jürgen Appelrath (2007)

Hans-Jürgen Appelrath (* 7. Februar 1952 in Duisburg; † 5. August 2016 in Oldenburg) war Professor für Praktische Informatik an der Carl von Ossietzky Universität Oldenburg. 

## Leben
Nach seinem Abitur im Juni 1970 am Mercator-Gymnasium in Duisburg studierte Appelrath von 1970 bis 1972 Mathematik und Philosophie für das Lehramt an der Universität Bonn. Anschließend wechselte er in den Diplom-Studiengang Informatik mit Nebenfach Mathematik an der Universität Dortmund, den er im März 1977 erfolgreich abschloss. Von 1977 bis 1979 war er Wissenschaftlicher Mitarbeiter der Abteilung Informatik der Universität Dortmund in verschiedenen Industriekooperationen. 1979–1983 folgte eine Tätigkeit als Wissenschaftlicher Assistent am dortigen „Lehrstuhl Datenbanken“. Im Mai 1983 wurde Appelrath zum Dr. rer. nat. an der Universität Dortmund promoviert. 
Von 1984 bis 1986 war er Oberassistent und Forschungsgruppenleiter am Department für Informatik der ETH Zürich, wo er 1986 zum Assistenzprofessor für Informatik berufen wurde. Zwischen 1986 und 2001 folgten abgelehnte Rufe an Universitäten in Augsburg, Koblenz, Münster und Innsbruck.
1987 erhielt Appelrath einen Ruf auf die Universitätsprofessur für Praktische Informatik an der Universität Oldenburg. Am Informatik-Institut OFFIS war er seit dessen Gründung im Juli 1991 Vorstandsmitglied (Juni 1992 bis Juni 2005 als Vorsitzender). Von 2009 bis 2010 war er Vizepräsident für Forschung der Universität Oldenburg; seit dem 1. Juni 2014 war Appelrath erneut, dann kommissarischer Vizepräsident für Forschung.

## Wirken
Hans-Jürgen Appelrath war Autor und Herausgeber von Lehrbüchern und zahlreichen weiteren Publikationen. Er verantwortete seit vielen Jahren umfangreiche Drittmittelprojekte an der Universität und in dessen An-Institut OFFIS, das rund 280 Wissenschaftliche Mitarbeiter beschäftigt.
Appelrath war Mitglied der Deutschen Akademie der Technikwissenschaften (acatech) sowie Beirat im Institut für Informatik der Universität Zürich und im Technologie-Zentrum Informatik (TZI) der Universität Bremen.
Außerdem war Appelrath Mitglied in Aufsichtsräten mehrerer Unternehmen und Vorsitzender des Trägervereins der Berufsakademie für IT und Wirtschaft Oldenburg.

## Ehrungen und Auszeichnungen
- 2004: Fellow der Gesellschaft für Informatik (GI)
- 2005: „Oldenburger Bulle 2005“ der Stadt Oldenburg für außerordentliche Verdienste um Wissenschaft und Wirtschaft
- 2005: Verdienstkreuz am Bande des Niedersächsischen Verdienstordens
- 2007: Ehrendoktor der Carl-Friedrich-Gauß-Fakultät der Technischen Universität Braunschweig
- 2021: Benennung einer Straße auf dem Oldenburger Fliegerhorstgelände nach Hans-Jürgen Appelrath